# Sai Paranjpye
Sai Parānjpye (en marathi : सई परांजपे), née à Lucknow (Uttar Pradesh, Inde) le 19 mars 1938, est une réalisatrice et scénariste indienne. Elle a dirigé les films primés Sparsh, Katha, Chasme Buddoor et Disha. Elle a écrit et mis en scène plusieurs pièces de théâtre en  marathi comme Jaswandi, Sakkhe Shejari et Albel.

## Filmographie

### Comme réalisatrice

#### Au cinéma
- 1974 : Jadu Ka Shankh
- 1975 : Begaar
- 1976 : Dabcherry Milk Project
- 1976 : Sikandar
- 1977 : Captain Laxmi
- 1978 : Freedom from Fear
- 1980 : Sparsh
- 1981 : Chashme Buddoor
- 1981 : Books That Talk
- 1983 : Katha
- 1988 : Agootha Chhaap
- 1988 : Rain Basera
- 1990 : Disha (The Immigrant)
- 1993 : Chooriyan
- 1993 : Papeeha
- 1997 : Saaz
- 2001 : Bhago Boot (Uncle Ghost)
- 2005 : Chakachak (aussi productrice)

#### À la télévision
- 1972 : The Little Tea Shop (téléfilm)
- 1984 : Ados Pados (série télévisée)
- 1985 : Chhote Bade  (téléfilm)

### Comme scénariste
- 1980 : Sparsh
- 1981 : Chashme Budoor (en) (dialogue, scénario, histoire)
- 1990 : Disha (The Immigrant) (dialogue, scénario)
- 2013 : Chashme Baddoor (en) (remake du film de 1981 - histoire originale)

## Distinctions
- 1985 : Filmfare Award du meilleur réalisateur et du meilleur dialogue pour Sparsh (1980)